# We're Back! A Dinosaur's Story
We're Back! A Dinosaur's Story (Brasil: Os Dinossauros Voltaram / Portugal: Um Dinossauro em Nova Iorque) é um filme americano de 1993 do gênero animação, produzido pelo estúdio de Steven Spielberg, Amblimation, distribuído pela Universal Pictures.
Foi baseado no livro infantil de 1987 de autoria de Hudson Talbott, que era narrado sob a perspectiva do personagem principal, um Tyrannosaurus rex chamado Rex.

## Sinopse
Quatro dinossauros visitam a Nova Iorque atual e fazem amizade com os meninos Louie e Cecilia. As crianças ajudam os amigos quando estes são presos por um maldoso dono de circo.